# Università di San Francisco Xavier
L'Università Reale e Pontificia Maggiore di San Francesco Xavier di Chuquisaca (in spagnolo Universidad Mayor, Real y Pontificia de San Francisco Xavier de Chuquisaca o USFX) è un'università pubblica che si trova a Sucre, in Bolivia.

## Storia
Fondata il 27 marzo 1624 per ordine del re Filippo IV di Spagna, e con il sostegno di Papa Innocenzo XII, l'università era destinata a fornire un'educazione in diritto e teologia alle famiglie e a suoi discendenti della ricca nobiltà del Sud America.
All'inizio del XIX secolo, Chuquisaca e la sua università vennero a costituire un centro di zelo rivoluzionario in Bolivia. L'università sostenne intellettualmente la ben coltivata élite francofila i cui ideali portarono alla Guerra d'indipendenza boliviana e infine all'indipendenza di tutte le colonie spagnole. Una volta proclamata la Repubblica da Simón Bolívar, l'università divenne l'università principale del nuovo paese. È una delle più antiche università del nuovo mondo, la più antica del paese.